# Wohnort
Wohnort ist ein deutscher Rechtsbegriff. Er bezeichnet im Allgemeinen die politische Gemeinde, in der eine natürliche Person ihren Wohnsitz oder, falls kein Wohnsitz vorhanden ist, ihren gewöhnlichen Aufenthalt hat. Zum Grundrecht der Freizügigkeit nach Art. 11 GG gehört das Recht, seinen Wohnort grundsätzlich frei bestimmen zu können.

## Dienstrecht
Der Begriff Wohnort ist im Dienstrecht von Bedeutung. Nach der Legaldefinition der Allgemeinen Verwaltungsvorschrift zum Bundesreisekostengesetz (AVwVBRKG) ist der Wohnort jede politische Gemeinde, in der Dienstreisende ihren (ggf. auch weiteren) Wohnsitz haben. Wohnort im reisekostenrechtlichen Sinn ist damit auch eine politische Gemeinde, in der Dienstreisende oder mit ihnen in häuslicher Gemeinschaft lebende Familienangehörige eine Wohnung (auch Ferienwohnung) besitzen und diese während der Dienstreise zu Wohnzwecken zur Verfügung steht. Keinen Wohnort begründet ein dem vorübergehenden Aufenthalt dienender Ort, an dem sich Dienstreisende aus persönlichen Gründen vorübergehend aufhalten (z. B. der Urlaubsort).
Eine Wohnung im Sinne des § 10 Abs. 3 BUKG besteht aus einer geschlossenen Einheit von mehreren Räumen, in der ein Haushalt geführt werden kann, darunter stets eine Küche oder ein Raum mit Kochgelegenheit. Zu einer Wohnung gehören außerdem Wasserversorgung, Ausguss und Toilette. Im Vergleich dazu erfordert § 20 Satz 1 BMG nur einen umschlossenen Raum, der zum Wohnen oder Schlafen benutzt wird. Gemäß § 8 AO hat einen Wohnsitz jemand dort, wo er eine Wohnung unter Umständen innehat, die darauf schließen lassen, dass er die Wohnung beibehalten und benutzen wird.